# Thomas Lyon-Bowes (12e comte de Strathmore et Kinghorne)
Thomas George Lyon-Bowes, 12e comte de Strathmore et Kinghorne (28 septembre 1822 - 13 septembre 1865), titré Lord Glamis entre 1834 et 1846, est un pair et joueur de cricket écossais.

## Biographie
Lyon-Bowes est le fils aîné survivant de Thomas Lyon-Bowes (Lord Glamis), fils de Thomas Lyon-Bowes (11e comte de Strathmore et Kinghorne). Sa mère est Charlotte Grimstead, fille de Joseph Valentine Grimstead, d'Epsom, Surrey. Il succède à son grand-père dans le comté en 1846.
Joueur de cricket amateur, Strathmore joue au cricket de première classe pour le Marylebone Cricket Club de 1844 à 1857 . En 1852, il est élu pair représentant écossais, poste qu'il occupe jusqu'en juillet 1865.
Il épouse Charlotte Maria Barrington, fille de William Barrington (6e vicomte Barrington), le 30 avril 1850. Le mariage reste sans enfant. Elle meurt le 3 novembre 1854, à l'âge de 27 ans. Lord Strathmore et Kinghorne meurt le 13 septembre 1865, à l'âge de 42 ans, et son frère cadet, Claude, lui succède au titre de comte.